# Shō Satō (Eishockeyspieler)
Shō Satō (jap. 佐藤 翔, Satō Shō; * 5. September 1983 in Kushiro, Hokkaidō) ist ein japanischer Eishockeyspieler, der seit 2009 für die Ōji Eagles in der Asia League Ice Hockey spielt.

## Karriere
Sho Sato spielte zunächst für die Mannschaft der Komazawa-Universität und danach für Komazawa Tomakomai in der Japan Ice Hockey League. 2002 wechselte er zu den Seibu Bears Tokyo, aus denen später das Kokudo Ice Hockey Team und 2006 die Seibu Prince Rabbits wurden. Mit Kokudo wurde er 2004 japanischer Meister. Seit 2003 spielte er in der Asia League Ice Hockey, die er 2005 und 2006 gewann. 2009 wechselte er zum Ligakonkurrenten Ōji Eagles, mit dem er 2012 erneut die Asia League gewinnen konnte.

### International
Für Japan nahm Sato im Juniorenbereich an den U18-B-Weltmeisterschaft 2000 sowie den U20-Weltmeisterschaften der Division II 2001 und 2002 und der Division I 2003 teil.
Im Seniorenbereich stand er im Aufgebot seines Landes bei den Weltmeisterschaften der Division I 2005, 2008, 2009, 2010, 2012, 2015 und 2017. Bei den Winter-Asienspielen 2007 im chinesischen Changchun gewann er mit Japan durch einen 3:2-Erfolg im entscheidenden Spiel gegen Kasachstan die Goldmedaille.

## Erfolge und Auszeichnungen
- 2002 Aufstieg in die Division I bei der U20-Weltmeisterschaft der Division II
- 2004 Japanischer Meister mit dem Kokudo Ice Hockey Team
- 2005 Meisterschaft der Asia League Ice Hockey mit dem Kokudo Ice Hockey Team
- 2006 Meisterschaft der Asia League Ice Hockey mit dem Kokudo Ice Hockey Team
- 2007 Goldmedaille bei den Winter-Asienspielen 2007
- 2012 Meisterschaft der Asia League Ice Hockey mit den Ōji Eagles

## Asia-League-Statistik
(Stand: Ende der Saison 2017/18)